# Bonares
Bonares település Spanyolországban, Huelva tartományban. Bonares Almonte, Lucena del Puerto, Niebla és Rociana del Condado községekkel határos. Lakosainak száma 6153 fő (2024).

## Népesség
A település népessége az utóbbi években az alábbiak szerint változott:
| Lakosok száma | 5233 | 5267 | 5493 | 6015 | 6189 | 6244 | 6021 | 6058 | 6075 | 6153 |
|               | 2001 | 2004 | 2006 | 2009 | 2011 | 2014 | 2016 | 2019 | 2021 | 2024 |